# Корана, Хар Гобинд
Хар Гобинд Кора́на (Кхора́на; англ. Har Gobind Khorana, хинди हर गोबिन्द खोराना, в.-пандж. ਹਰਿ ਗੋਬਿੰਦ ਖੁਰਾਨਾ ; 9 января 1922 года, Райпур — 9 ноября 2011 года, Конкорд) — индийский и американский молекулярный биолог, лауреат Нобелевской премии по физиологии и медицине в 1968 году (совместно с Робертом Холли и Маршаллом Ниренбергом) «за расшифровку генетического кода и его роли в синтезе белков».
Гобинд был творческим и проницательным химиком, на счету которого много примечательных достижений, в том числе первый практический синтез нуклеотидов и коферментов в середине 1950-х годов. Он был одним из первых учёных, начавших работать на стыке нескольких наук (таких как физика, химия и биология), и первым ввёл термин «химическая биология». В 1972 году Гобинд описал полный химический синтез функциональных генов тРНК, что стало беспрецедентным и до сих пор непревзойдённым достижением в области химической биологии. Также Корана был первым учёным, синтезировавшим олигонуклеотиды.
Корана получил гражданство Соединённых Штатов в 1966 году, после чего был награждён Национальной медалью науки. Он был почётным профессором биологии и химии в Массачусетском технологическом институте и являлся членом Совета Управления в Научно-исследовательском институте Скриппса.

## Ранние годы и образование
Хар Гобинд Корана родился в индуистской семье в деревне Райпур в западном Пенджабе, который в то время был частью Индии, а в настоящее время относится к Пакистану. Был младшим из 5 детей. Его отец работал патвари (деревенский налоговый инспектор). До средней школы Хар Гобинда и его братьев обучал отец, и они были единственными грамотными детьми в деревне примерно среди сотни жителей. Несмотря на отсутствие системного образования, Корана успешно окончил среднюю школу Dayanand Arya Samaj High School (ныне — Muslim High School) в Мултане. В 1943 году получил степень бакалавра, а в 1945 году — степень магистра в области химии в Университете Пенджаба, в Лахоре.
В 1945 году Корана переехал в Ливерпульский университет (Великобритания), при поддержке стипендии правительства Индии. Предполагалось, что он будет изучать инсектициды и фунгициды, но из-за недостатка мест ему было предложено принять участие в исследованиях по органической химии. Именно там он получил докторскую степень по химии в 1948 году за работу над меланинами с Роджером Биром.

## Зрелые годы
Работая в лаборатории Роджера Бира в Ливерпульском университете, Корана часами изучал в библиотеке немецкую литературу по органической химии, и однажды наткнулся на описание малоизвестного синтетического реагента, карбодиимида, который к тому времени был забыт и никогда не упоминался в английской литературе. Хотя карбодиимид и не нашёл своего применения в работе Кораны в то время, он вспомнил о реагенте много лет спустя, и применил его для создания революции в биохимии.
Так как Корана изучил большое количество немецкой научной литературы, он решил провести свою докторантуру в немецкоязычной стране и отправился в Швейцарскую высшую техническую школу в Цюрихе, к Владимиру Прелогу. Он приехал в Цюрих без рекомендательного письма или направления и просто пришёл к Прелогу в кабинет. На основе краткого обзора его диссертации, посвящённой синтезу алкалоидов и меланину из лаборатории Роджера Бира в Ливерпуле, который ему представил Гобинд, Прелог принял его в докторантуру, но никакого финансирования не предоставил. В течение следующих 11 месяцев Гобинд жил в лаборатории и питался рисом и непастеризованным молоком. Несмотря на трудности, Корана мгновенно установил длительную и прочную связь с Прелогом, своим легендарным наставником, которого впоследствии не раз благодарил за влияние на его становление как учёного.
В 1949 году Гобинд должен был вернуться в Индию, чтобы отработать долг по его предыдущей стипендии, но после раздела Индии его родное село оказалось в Пакистане, а семья рассредоточилась по разным городам. Гобинд не мог найти работу и жил в домике для прислуги у своего дяди в Нью-Дели, став, по существу, академическим беженцем и проводя время в поисках работы. К счастью, правительство аннулировало его долг по стипендии, и он получил материальную поддержку для работы с Александром Р. Тоддом в Кембридже, благодаря помощи профессора Кембриджского университета Г. В. Кеннера, с которым Гобинд повстречался в Цюрихе.
Так, в возрасте 27 лет, Гобинд вернулся в Англию, для чего его большая семья совместными усилиями оплатила билет на корабль. Кеннер и Корана исследовали реакции активации концевых карбоксильных концов пептидов под воздействием карбодиимида.
В скором времени Гордон М. Шрум, глава Исследовательского совета Британской Колумбии (Канада), посетил Кембридж и попросил А. Тодда предложить ему химика, который готов переехать в Ванкувер, чтобы основать новую неакадемическую исследовательскую лабораторию, без технических условий и оборудования, но с предоставлением абсолютной свободы действий. Тодд предложил Гобинда.
Таким образом, в 1952 году Корана поступил на работу в Университет Британской Колумбии в Ванкувере, а в 1960 году перешёл в Висконсинский университет в Мадисоне, где работал над генетическим кодом и пытался химически синтезировать гены транспортной РНК. В 1970 году Корана стал профессором химии в Массачусетском технологическом институте, сменив тему своей работы — теперь он изучал мембраны и передачу сигнала. Корана проработал в МТИ до выхода на пенсию в 2007 году.

## Научно-исследовательская работа
Корана провёл большую часть своего первого года в Ванкувере за написанием обзора об определении структуры белков, затем резко сменил тему на нуклеиновые кислоты. В 1954 году Корана опубликовал работу, в которой описывал синтез АДФ и АТФ с помощью карбодиимидной реакции. Позднее он также синтезировал циклические нуклеотиды, динуклеотиды с несимметрическими последовательностями и другие биологические молекулы. Во времена летних «каникул» видные учёные, в частности, Пол Берг, А. Корнберг, Юджин Кеннеди и многие другие, посещали лабораторию Кораны, чтобы научиться готовить и использовать карбодиимидные реагенты.
Спустя какое-то время, с помощью нескольких коллег (Гордон В. Тенер, Джон Г. Моффат, М. Смит и др.), он синтезировал все известные нуклеотиды и кофакторы, а в 1960 году был синтезирован и коэнзим А, самый сложный нуклеотидный кофактор.
Но на пике своего успеха Корана заявил, что его работа в этой области подошла к концу, и переехал в Висконсинский университет в Мадисоне, чтобы поднять ставки: он хотел синтезировать ген. И ему это удалось: впервые ген был xимически синтезирован им в 1970 году, затем Корана синтезировал ген, родственный первому, и в 1979 году продемонстрировал, что они функционируют в бактерии. Для синтеза генов были использованы ферменты полимераза и лигаза, скрепляющие вместе фрагменты ДНК, а также методы, предвосхитившие изобретение полимеразной цепной реакции. Это, безусловно, стало поворотным пунктом в генетике. Эта работа положила начало эре рекомбинантной ДНК и лежит в основе методов сборки целых геномов из коротконитевых ДНК. Изобретение описывает технологию производства генов, так что теперь многие компании предоставляют возможность заказать любой синтетический ген.
Также Корана и его коллеги установили, что биологический язык, общий для всех живых организмов, состоит из набора трёхбуквенных слов: каждый набор из трёх нуклеотидов кодирует специфическую аминокислоту. Они получили Нобелевскую премию 12 декабря 1968 года. Причём, в день объявления о присуждении ему Нобелевской премии Корана был одним из последних в университете, кто об этом узнал. В тот день он уехал в арендованный коттедж на берегу озера за пределами Мэдисон, без телефона или радио, чтобы писать статьи. Его жена Эстер приехала туда, чтобы сообщить ему эту новость.

## Семья
В 1952 году Хар Гобинд женился на Эстер Элизабет Сильбер, швейцарке, которую он встретил в Праге в 1947 году, и переехал с ней в Ванкувер. У них родилось трое детей: Джулия Элизабет (рожд. 4 мая 1953), Эмили Энн (рожд. 18 октября 1954, умерла в 1979) и Дэйв Рой (родился 26 июля, 1958). Эстер стала опорой и поддержкой для Гобинда, и прожила с ним почти 50 лет.

## Кончина
Корана умер естественной смертью 9 ноября 2011 года в Конкорде, штат Массачусетс, в возрасте 89 лет. Вдовец, он оставил после себя детей Джулию и Дэйва.

## Почести и награды
Премии и награды
- 1967 — Премия имени Дэнни Хайнемана
- 1968 — Нобелевская премия (совместно с Маршаллом Уорреном Ниренбергом и Робертом У. Холли) по физиологии и медицине «за расшифровку генетического кода и его роли в синтезе белков»;
- 1968 — Премия Альберта Ласкера за фундаментальные медицинские исследования[21];
- 1968 — Премия Луизы Гросс Хорвиц;
- 1969 — вторая по значимости индийская государственная награда Падма Вибхушан[22];
- 1971 — Golden Plate award (США);
- 1974 — Премия Уилларда Гиббса;
- 1980 — Международная премия Гайрднер[23];
- 1987 — Национальная научная медаль США[24];

Почётные звания
- 1968 — член Германской академии естествоиспытателей «Леопольдина»
- 1971 — иностранный член Академии наук СССР
- 1972 — иностранный член Индийской национальной академии наук (INSA)

## Наследие
Университет Висконсин-Мэдисон, правительство Индии (DBT Отдел биотехнологии), а также Индо-Американский научно-технический форум совместно создали «Программу Корана» в 2007 году. Миссия Программы Корана заключается в создании сообщества учёных, промышленников, предпринимателей и социологов в США и Индии.
Программа ориентирована на три цели: обеспечение аспирантов и студентов различными возможностями исследований, привлечение партнёров для развития сельских регионов и продовольственной безопасности, а также содействие государственно-частному партнёрству между США и Индией.